# Centrocercus
Centrocercus és un gènere d'ocells de la subfamília dels tetraonins (Tetraoninae), dins la família dels fasiànids (Phasinidae) que habita zones obertes d'Amèrica del Nord.			

## Llistat d'espècies
S'han descrit dues espècies dins aquest gènere:
- Gall de les artemises petit (Centrocercus minimus).
- Gall de les artemises gros (Centrocercus urophasianus).